# Jorge Sanz Rodríguez
Jorge Sanz Rodríguez (Madrid, 4 gennaio 1993) è un cestista spagnolo.

## Carriera
Cresciuto nelle giovanili del Real Madrid, ha esordito in prima squadra nel 2010; con il Real ha disputato 12 partite fino al 2012, anno in cui è passato in prestito all'Obradoiro.
Nel suo palmarès figurano il bronzo ai FIBA EuroBasket Under-20 2012 e la Copa del Rey 2012.

## Palmarès
- Copa del Rey: 1

Real Madrid: 2012